# Kemerleng
Kemerleng is een bestuurslaag in het regentschap Aceh Tengah van de provincie Atjeh, Indonesië. Kemerleng telt 295 inwoners (volkstelling 2010).